# Asaro’o jezik
Asaro’o jezik (ISO 639-3: mtv), transnovogvinejski jezik uže skupine finisterre-huon, kojim govori u najmanje četiri naselja 1 250 ljudi (2003 SIL) na području Papua Novogvinejske provincije Madang.
Zajedno s jezicima bulgebi [bmp], degenan [dge], forak [frq], guya [gka], gwahatike [dah], muratayak [asx] i yagomi [ygm] čini podskupinu warup. Prema jednom svome klanu jezik se ponekad naziva i morafa.

## Vanjske poveznice
- Ethnologue (14th)
- Ethnologue (15th)